# Phaisura erythrocephala
Phaisura erythrocephala là một loài tò vò trong họ Ichneumonidae.